# جفنة تبخير
جَفْنَةُ تَبْخير أو طَبَقُ التَّبْخير (بالإنجليزية: Evaporating dish)‏ هو من زجاجيات المختبر المُستخدمة في تبخر المحاليل والسوائل الراسِبة، وأحيانًا حتى نقطة الانصهار، كما تُستخدم الجَفنة لتبخير المذيبات الزائدة (الأكثر شيوعًا الماء) وذلك لإنتاج محلول مركز أو راسب صلب في المادة المُذابة.